# Hrabstwo Madison (Alabama)

Piramida wieku hrabstwa

Madison – hrabstwo w stanie Alabama w USA. W 2000 roku liczba ludności wynosiła 276 700 osób. Stolicą hrabstwa jest Huntsville.
Powierzchnia hrabstwa to 2105 km² (w tym 21 km² stanowią wody). Gęstość zaludnienia wynosi 160 osób/km². 

## Miejscowości
- Huntsville
- Madison
- New Hope
- Gurley
- Owens Cross Roads
- Triana

## CDP
- Harvest
- Hazel Green
- Meridianville
- Moores Mill
- New Market